# ریکرت
ریکرت (به آلمانی: Rickert) یک شهر در آلمان است که در رندسبورگ-اکرنفورده واقع شده‌است. ریکرت ۱٬۱۱۸ نفر جمعیت دارد.